# Gylve Nagell
Leif Gylve Nagell (ur. 28 listopada 1971 w Kolbotn), znany również jako Fenriz – norweski muzyk, kompozytor, wokalista, autor tekstów i multiinstrumentalista, a także producent muzyczny. Gylve Nagell działalność artystyczną rozpoczął w 1986 roku jako perkusista i wokalista deathmetalowego zespołu Black Death. Muzyk występował wówczas pod pseudonimem Death. W 1988 roku formacja została rozwiązana, a na jej kanwie powstał Darkthrone. W początkowym okresie działalności zespół funkcjonował jako kwartet deathmetalowy. Po 1991 roku grupa zmieniła styl wykonywanej muzyki na black metal, natomiast Nagell przyjął pseudonim Fenriz. W 1993 roku Darkthrone funkcjonował już jako duet Nocturno Culto i Fenriz, który w latach późniejszych oprócz obowiązków perkusisty okazjonalnie śpiewał, grał na gitarze elektrycznej i basowej, a także pisał teksty. Do 2010 wraz z Darkthrone Nagell nagrał czternaście albumów studyjnych.
Od 1987 z przerwami występuje także w black-doom metalowym zespole Valhall. W ramach występów w grupie posługiwał się pseudonimami Lee Bress i Gribb. Pod koniec lat 80. XX w. Nagell powołał solowy projekt pod nazwą Isengard. W początkowym okresie kompozycje oscylowały wokół stylistki death-blackmetalowej, natomiast w latach późniejszych Nagell odwołał się do folk metalu. Następnie nagrywał w ramach Fenriz' Red Planet, doom metalowego projektu, którego kompozycje ukazały dopiero w kilkanaście lat od ich realizacji. Kolejnym, krótkotrwałym projektem instrumentalisty był Neptune Towers, w jego ramach prezentował muzykę z nurtów noise i ambient. Gylve Nagell wystąpił gościnnie, a także jako autor tekstów na płytach takich zespołów jak: Satyricon, Seth, Ulver, Aura Noir, Red Harvest, Cadaver Inc., Audiopain oraz Trashcan Darlings. Przez krótki okres grał także w zespołach Eibon, Dødheimsgard, Storm oraz Fuck You All.
Od 1988 Nagell poza działalnością artystyczną pracuje jako pracownik poczty. Wbrew obiegowej opinii nie jest listonoszem. W 2004 roku nakładem Peaceville Records ukazała się kompilacja utworów dobranych przez Nagella. Na wydawnictwie zatytułowanym Fenriz Presents... The Best of Old-School Black Metal znalazły się m.in. utwory takich zespołów jak: Blasphemy, Sarcófago i Celtic Frost. W 2008 roku w albumie Petera Beste'a pt. True Norwegian Black Metal (ISBN 978-1-57687-435-6) znalazły się zdjęcia przedstawiające sylwetkę muzyka. Ponadto w książce został opublikowany wywiad z instrumentalistą.
W 2016 roku muzyk uzyskał mandat w wyborach do rady miejskiej Kolbotn.

## Dyskografia
| Valhall - The Castle of Death (demo, 1988, wydanie własne) - Amalgamation (demo, 1989, wydanie własne) - Moonstoned (1995, Head Not Found) - Heading For Mars (1997, Head Not Found) - Red Planet (2009, Housecore Records) Isengard - Spectres over Gorgoroth (demo, 1989, wydanie własne) - Horizons (demo, 1991, wydanie własne) - Vandreren (demo, 1993, wydanie własne) - Vinterskugge (1994, Deaf Records) - Høstmørke (1995, Moonfog) |  | Inne - Neptune Towers - Caravans To Empire Algol (1994, Moonfog) - Storm - Nordavind (1995, Moonfog) - Neptune Towers - Transmissions From Empire Algol (1995, Moonfog) - Dødheimsgard - Kronet Til Konge (1995, Century Media) - Satyricon - Nemesis Divina (1996, Moonfog) - Satyricon - Rebel Extravaganza (1999, Moonfog) - Ulver - Themes from William Blake’s... (1998, Jester) - Seth - L'Excellence (2000, Osmose) - Aura Noir - Increased Damnation (2000, Hammerheart) - Red Harvest - Cold Dark Matter (2000, Nocturnal Art) - Cadaver Inc. - Discipline (2001, Earache) - Audiopain - Revel in Desecration (2002, Fias Co) - Trashcan Darlings - Episode 1: The Lipstick Menace (2002, East Side) - Aura Noir - The Merciless (2004, Tyrant Syndicate) - Fenriz' Red Planet - Engangsgrill (2009, Indie Recordings) |

## Filmografia
- The Misanthrope (2007, film dokumentalny, reżyseria: Ted Skjellum)[15]
- Black Metal: A Documentary (2007, film dokumentalny, reżyseria: Bill Zebub)[16]
- Until the Light Takes Us (2008, film dokumentalny, reżyseria: Aaron Aites, Audrey Ewell)[17]